# Малон, Бенуа
Бенуа Малон (фр. Benoît Malon; 23 июня 1841, Пресьё — 13 сентября 1893, Аньер) — французский писатель-публицист, прудонист.

## Биография
Бенуа Малон родился в бедной крестьянской семье. Поступил учиться в семинарию в Лионе, но не захотел становиться священником и, заинтересовавшись политикой, в 1863 году переехал в Париж, где сначала работал чернорабочим и красильщиком.
В 1865 году стал членом 1-го Интернационала, участвовал в 2-м (1868) и 3-м (1870) процессах французской его секции, оба раза подвергаясь за это тюремному заключению. В 1871 году был одним из членов Парижской коммуны, сравнительно умеренным, хотя входил в состав центрального комитета Национальной гвардии. После её падения бежал в Женеву, где поддерживал бакунистов в их борьбе против учения Маркса, и Италию; из Милана был изгнан в 1876 году за пропаганду социализма. В Женеве некоторое время жил с писательницей Андре Лео, разделявшей его политические взгляды и идею «свободного брака».
Вернулся во Францию после амнистии 1880 года, где, будучи одним из лидеров правого крыла Рабочей партии Франции, продолжил совместно с Бруссом борьбу с марксизмом, способствуя расколу марксистов, возглавив вместе с ним в 1882 году партию поссибилистов. Основал журнал «Revue socialiste» (переживший своего создателя) и в 1889 году сделался главным редактором «Egalité».
Основные работы: «La troisième défaite du prolétariat français» (Женева, 1872), «Histoire critique de l’économie politique» (Лугано, 1876), «Manuel d’économie sociale» (1883), «Le socialisme intégral» (1890—1891), исторический роман «Spartacus» (Вервье, 1877) и другие.